# Actinote acipha
Actinote acipha är en fjärilsart som beskrevs av William Chapman Hewitson 1861. Actinote acipha ingår i släktet Actinote och familjen praktfjärilar. Inga underarter finns listade i Catalogue of Life.